# Expulsion
Expulsion, svenskt death metal-band från Vallentuna, Sverige, som existerade 1988–1999.

## Historia
Bandet bildades ur thrash metal-bandet River's Edge, som bestod av Stefan Lagergren (gitarr), Anders Holmberg (basgitarr), Calle Fransson (trummor), Magnus Krantz (gitarr) och Johan Edlund (sång, numera i Tiamat). River's Edge splittrades, och tre av medlemmarna startade Expulsion efter att ha blivit influerade av amerikanska death metal-band som Sadus, Xexutioner och R.A.V.A.G.E..
Strax efter att Expulsion bildats så gick två av bandets medlemmar även med i Johan Edlunds nystartade black metal-band Treblinka.
Trion Expulsion spelade in två demos 1989, men bandet lades på is året efter, då Lagergren och Fransson var tvungna att göra svensk militärtjänst. Holmberg gick då med i thrash metal-bandet Tranquillity (som även innehöll Magnus Kranz från River's Edge). 1991 återbildades bandet, men i och med att Holmberg var Tranquillity trogen så rekryterades sångaren Fredrik Thörnqvist och basisten Chelsea Krook.
Anders Holmberg återvände till Expulsion 1993, då även gitarristen Chris Vowden rekryterades. CD-EP:n A Bitter Twist of Fate släpptes, och genererade ett skivkontrakt med italienska skivbolaget Flying Records division Godhead. Två CD:s släpptes, utan någon vidare uppmärksamhet.
Bandet splittrades definitivt år 1999, efter att ha bytt ut sångaren Thörnqvist mot Andreas Jansson, och ha bytt namn till Judge And Jury.

## Medlemmar
Senaste medlemmar
- Anders Holmberg – basgitarr, sång (1988–1990), basgitarr (1992–1997) (tidigare även i Treblinka)
- Calle Fransson – trummor (1988–1990, 1991–1997) (senare i Stressfest)
- Stefan Lagergren – gitarr (1988–1990, 1991–1997) (idag aktiv i Mr. Death och Voldet, tidigare även i Treblinka)
- Fredrik Thörnqvist – sång (1991–1997))
- Chris Vowden – gitarr (1992–1997) (tidigare i Absurd, senare i Stressfest och Mouthpeace)

Tidigare medlemmar
- Chelsea Krook – basgitarr (1991–1992)

Bidragande musiker (studio)
- Johan Edlund – sång (1994)

## Diskografi
Demo
- 1989 – Cerebral Cessation
- 1989 – Veiled in the Mists of Mystery

Studioalbum
- 1995 – Overflow (Godhead/Flying Records)
- 1996 – Man Against (Godhead/Flying Records)

EP
- 1993 – A Bitter Twist of Fate (Dödsmetallfirma Expusion)

Samlingsalbum
- 2014 – Certain Corpses Never Decay (Vic Records)

Annat
- 1994 – Vociferous & Machiavellian Hate (delad album: Mythos / Expulsion / Mysthical / Unexpected)